# Dale Russell
Dale Alan Russell (27 de dezembro de 1937 - 21 de dezembro de 2019) foi um geólogo e paleontólogo americano-canadense. Ao longo de sua carreira, Russell trabalhou como Curador de Vertebrados Fósseis no Museu Canadense da Natureza, Professor Pesquisador do Departamento de Ciências da Terra Marinha e Atmosféricas (MEAS) na Universidade Estadual da Carolina do Norte e Paleontólogo Sênior no Museu da Carolina do Norte de Ciências Naturais. Os dinossauros que ele descreveu incluem Daspletosaurus e Dromiceiomimus, e ele estava entre os primeiros paleontólogos a considerar uma causa extraterrestre (supernova, cometa, asteroide) para o evento de extinção Cretáceo-Paleogeno. Russell também ajudou a liderar o Projeto Dinossauro China-Canadá de 1986 a 1991.
Em 1982, Russell criou o experimento de pensamento "dinossauroide", que especulou um caminho evolutivo para o Troodonte se não tivesse sido extinto no evento de extinção do Cretáceo-Paleogeno há 66 milhões de anos e, em vez disso, evoluiu para um ser inteligente. Russell encomendou um modelo de seu dinossauro ao artista Ron Sequin, e o conceito se tornou popular. Vários antropólogos posteriores continuaram as especulações de Russell sobre dinossauros inteligentes semelhantes ao Troodonte, embora muitas vezes achem sua ideia original muito antropomórfica.